# Roofvis
Een roofvis is een vis die in hoofdzaak carnivoor is en leeft van andere dieren. Het is een informele term die meestal wordt gebruikt voor vissen die vissen en andere gewervelde dieren eten, ongeacht tot welke groep die carnivore vissoort behoort. Vissen die alleen kleine ongewervelde dieren (macrofauna) vreten, worden meestal geen roofvissen genoemd, want bijna alle vissen  doen dat, ook roofvissen als ze klein zijn. 
Roofvissen in de oceanen en zeeën zijn een belangrijke ecologische groep die niet alleen leven van andere vissen maar soms ook dieren als zeeschildpadden en zeezoogdieren eten. Roofvissen die in zoet water leven, zijn een geduchte vijand van amfibieën als kikkers en salamanders en hun larven. Van de snoek is bekend dat jonge watervogels niet veilig zijn. Andere bekende roofvissen zijn de meervallen, de piranha's en de haaien.